# Metallourg Jlobine
Le Metallourg Jlobine est un club de hockey sur glace de Jlobine en Biélorussie. Il évolue dans le Championnat de Biélorussie de hockey sur glace.

## Historique
Le club est créé en 2006.

## Palmarès
- Vainqueur du Championnat de Biélorussie : 2012, 2022.